# ヤクブ・ブワシュチコフスキ
ヤクブ・ブワシュチコフスキ（Jakub Błaszczykowski ポーランド語発音: [ˈjakup ˈkuba ˌbwaʂtʂɨˈkɔfskʲi] ( 音声ファイル)、1985年12月14日 - ）は、ポーランド・トルスコラシ出身の元サッカー選手。元ポーランド代表。現役時代のポジションはミッドフィールダー。ボルシア・ドルトムントではJakubの短縮形であるKuba（クバ）と名前の入ったシャツを着ることからクバという愛称でも知られる。

## 経歴

### クラブ

#### 初期
チェンストホヴァ近郊のトルスコラシで育ち、8歳の時に兄弟のDawidと共にラコフ・チェンストホヴァ（en）でキャリアを開始したブワシュチコフスキは、10歳だった1996年10月に父親が自身の母親を刺殺する悲劇が起こったことで以降は祖母に引き取られて育ち、その悲劇がきっかけとなってサッカーを諦めかけたが、元ポーランド代表主将で叔父のイェジー・ブジェンチェク（en）の励ましにより、それから2ヶ月後にラコフ・チェンストホヴァで練習を再開した。2002年にグールニク・ザブジェの下部組織、2003年から2004年末までは4部のKSチェンストホヴァでプレーし、その後は、叔父の支援からヴィスワ・クラクフの入団テストに参加してヴェルネル・リチカ（en）監督に感銘を与えた。

#### ヴィスワ・クラクフ
4部でのプレー経験しかなかったものの、加入してすぐさま強豪チームの1軍に押し入ると、2005年3月20日のポロニア・ワルシャワ戦（5-0）で初出場を飾り初得点を記録するというスタートを切った。同2004-05シーズンにリーグ優勝、2季目はリーグ準優勝を経験こそしたものの、2季共に控えの立場であり、定位置を掴んだ3季目は8位に終わる不振のシーズンだったが、自身は、Gazeta Krakowska選出の年間最優秀マウォポルスカ県選手、Canal+選定のPiłkarskie Oscary年間最優秀ミッドフィルダー賞を受賞し、さらにポーランドのサッカー選手協会の投票によりリーグベストイレブンに輝いて飛躍した。

#### ボルシア・ドルトムント

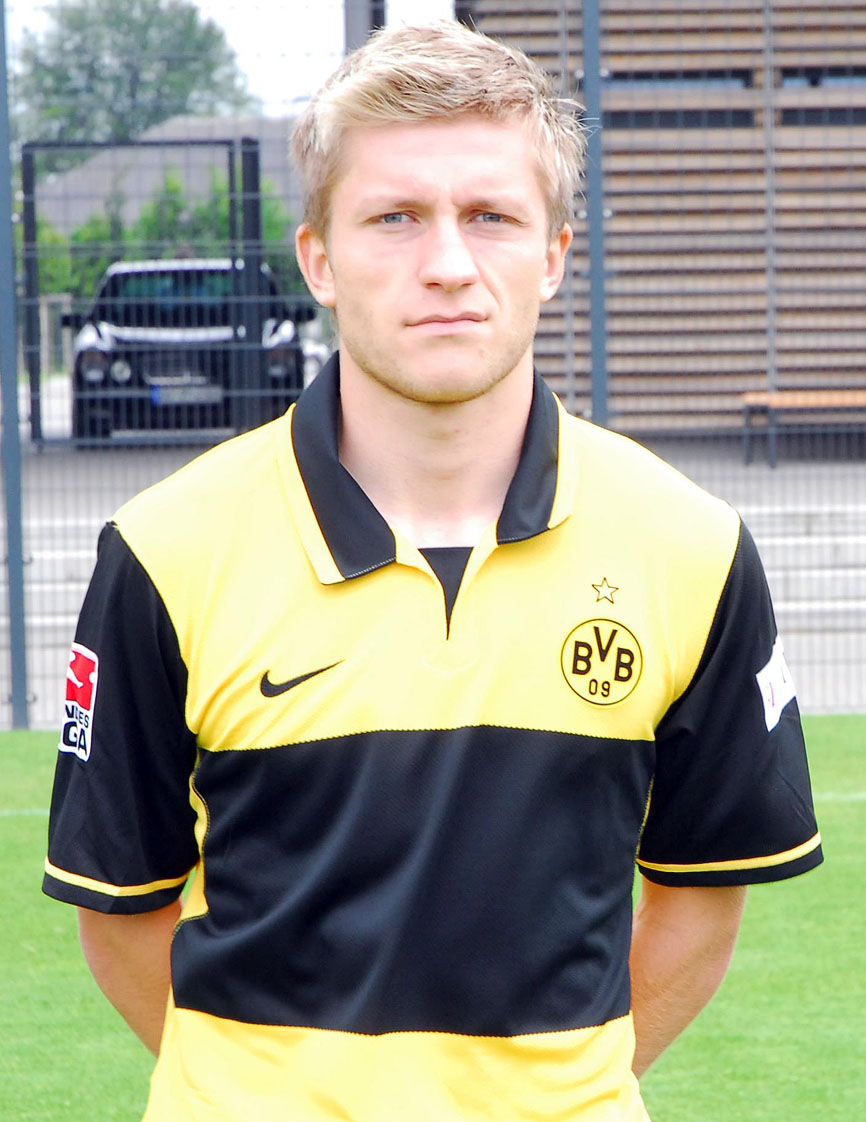
2007年、ボルシア・ドルトムントでのブワシュチコフスキ

ポーランドサッカー界の伝説的選手ズビグニェフ・ボニエクからリトル・フィーゴと評される程に国内での地位を確立する中、2007年2月22日に移籍金280万ユーロでドイツ1部のボルシア・ドルトムントと7月からの4年契約を締結し、クラブ首脳陣の要請によりJakubの短縮形であるKuba（クバ）と名前の入ったシャツを着ることとなったブワシュチコフスキは、2008年4月19日にDFBポカールのバイエルン・ミュンヘン戦で初出場を飾り、4月25日のアイントラハト・フランクフルト戦でリーグ初得点を記録した。2008年12月にポーランドの主要スポーツ紙Piłka Nożnaによる年間最優秀選手賞を受賞し、それから1ヶ月後の2009年1月には、ドルトムントのファンから35%以上の投票でネヴェン・スボティッチとアレクサンダー・フライを抑えてチームの最優秀選手に選出される等、加入してすぐさま定位置を確保して活躍を示し続けていき、2010-11シーズンにチームの7季ぶりのリーグ優勝に貢献。再度、Piłka Nożna紙による最優秀選手を受賞し、ポーランドサッカー協会による最優秀選手にも選出された。さらに、翌2011-12シーズンではリーグ戦連覇を経験し、DFBポカール決勝のバイエルン戦（5-2）では2アシストを提供してチーム史上初の国内2冠達成に貢献したことが評価されてシーズン終了後には、UEFAが主催するUEFA欧州最優秀選手賞の候補32名に選出され、2012年7月24日にチームと2016年までの契約延長を勝ち取った。
2012-13
ユニフォームの名前をフルネームのブワシュチコフスキにして臨んだ2012-13シーズンは、シーズン初戦となった2012年8月18日のFCオーバーノイラント戦（3-0）でマルコ・ロイスの先制点をアシストした後にチームの2得点目にして今季初得点を挙げ、2013年1月25日の1.FCニュルンベルクとのリーグ戦（3-0）で試合開始から21分以内に2得点を挙げて首位バイエルンとの勝ち点差を9に詰めることに貢献。2月3日のバイエル・レバークーゼン戦では前半9分にペナルティーキックを成功させて2-0の2点差に広げることに成功。同試合は、シュテファン・ライナルツに2得点許して一旦追いつかれるも、最終的にチームは3-2で競り勝ってレバークーゼンを追い抜き2位に浮上している。3月5日のシャフタール・ドネツクとのUEFAチャンピオンズリーグ 2012-13（3-0, 2試合合計5-2）でチームの3得点目を挙げてクラブ史上15年ぶりとなる準々決勝進出に貢献。シーズン終了後の6月3日に契約を2018年まで延長した。
2013-14
昨季のCL決勝はバイエルンに敗れて優勝を逃したのみならず、そのバイエルンが3冠を達成したことで無冠となったが、2013年7月7日のDFLスーパーカップでバイエルンを下して早速タイトルを獲得して素晴らしい新シーズンのスタートを切り、9月28日のSCフライブルク戦（5-0）でシーズン初得点、10月26日にはライバルであるシャルケ04とのルールダービー（3-1）でシーズン2得点目を挙げた。同シーズンのチームは相次ぐ負傷離脱により苦戦を強いられている中、2014年1月25日のFCアウクスブルク戦で試合開始5分に右膝を痛めてピッチを去ると、翌26日に十字靭帯を損傷したことによりシーズン終了までの離脱が決定した。

#### VfLヴォルフスブルク
2016年8月1日、VfLヴォルフスブルクへ2019年6月までの3年契約で完全移籍した。

#### ヴィスワ・クラクフ復帰
2019年2月7日、ヴィスワ・クラクフに復帰した。
2023年7月20日、現役引退を表明した。

### 代表

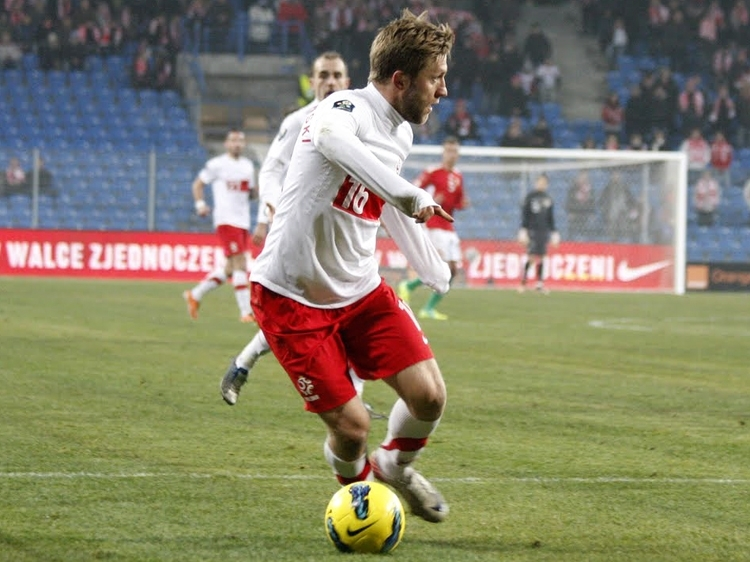
2011年、ポーランド代表でプレーするブワシュチコフスキ

2006年3月28日にパヴェウ・ヤナス（en）監督の下でサウジアラビアとの親善試合でポーランド代表初出場を飾ったブワシュチコフスキは、同年の2006 FIFAワールドカップの一員に選出されるかと思われたが、負傷によって辞退となった。2007年8月22日のロシアとの親善試合（2-2）では、2点を先制されるもヤツェク・クジノヴェクが1得点を返した後に同点弾にして代表初得点を記録。UEFA EURO 2008では、予選こそ中心選手として本戦進出に大きく貢献こそしたものの、またしても負傷により辞退を余儀なくされてウカシュ・ピシュチェクに出場を譲ることが決定した。
EURO 2012
フランチシェク・スムダ（en）新監督によって2010年11月17日のコートジボワール戦から主将に任命され、自身のキャリア初のの公式大会となったUEFA EURO 2012でも主将を務めたブワシュチコフスキは、ギリシャとの初戦（1-1）でロベルト・レヴァンドフスキの先制点をアシストすると、続くロシア戦（1-1）では長距離から同点弾を挙げて同試合の最優秀選手に選出された。
2014 ワールドカップ予選
ウクライナと母国の共同開催となったEURO 2012終了後の2014 FIFAワールドカップ・ヨーロッパ予選では、2012年9月7日のモンテネグロ戦（2-2）、4日後のモルドバ戦（2-2）で共に先制点にしてペナルティーキックを挙げ、続くイングランド戦（1-1）で負傷により欠場となったが、ウクライナ戦（1-3）でピシュチェクの得点をアシストした。それから4日後のサンマリノ戦（5-0）では準備運動中に負傷したことで出場はなかった。6月7日のモルドバ戦（1-1）で先制点、9月10日のサンマリノ戦（5-1）で勝ち越し点を挙げ、チーム最多得点となる4得点で予選を終了した。
2016年、UEFA EURO 2016では決勝トーナメント1回戦のスイス戦ででゴールを挙げてベスト8進出に貢献した。

## 人物
元サッカーポーランド代表主将でバルセロナオリンピック銀メダリストのイェジー・ブジェンチェク（en）を叔父、柔道家のヤヌシュ・ヴォイナロヴィッチをいとこに持つ。
ブワシュチコフスキが10歳の時に父親が自身の母親を刺殺する悲劇が起こり、以後は兄弟のDevidと共に祖母に育てられた。なお、その父は殺人で15年間投獄となり、UEFA EURO 2012直前に死去している。日常的に聖書を読み、頻繁に祈る敬虔なキリスト教徒として知られ、毎回得点を母に捧げるために空を見上げるゴールパフォーマンスをする。
2010年6月に婚約者と式を挙げ、2011年4月20日に娘を授かった。

## 個人成績

### クラブでの出場記録
2018年6月1日現在
| クラブ                 | シーズン               | リーグ                 | リーグ | リーグ | カップ | カップ | 国際大会 | 国際大会 | 通算 | 通算 |
| クラブ                 | シーズン               | リーグ                 | 出場   | 得点   | 出場   | 得点   | 出場     | 得点     | 出場 | 得点 |
| ---------------------- | ---------------------- | ---------------------- | ------ | ------ | ------ | ------ | -------- | -------- | ---- | ---- |
| KSチェンストホヴァ     | 2002-03                | IIIリガ                | 2      | 0      | –      | –      | –        | –        | 2    | 0    |
| KSチェンストホヴァ     | 2003-04                | IIIリガ                | 13     | 5      | –      | –      | –        | –        | 13   | 5    |
| KSチェンストホヴァ     | 2004-05                | IIIリガ                | 9      | 6      | –      | –      | –        | –        | 9    | 6    |
| 通算                   | KSチェンストホヴァ     | KSチェンストホヴァ     | 24     | 11     | –      | –      | –        | –        | 24   | 11   |
| ヴィスワ・クラクフ     | 2004-05                | エクストラクラサ       | 11     | 1      | 4      | 1      | –        | –        | 15   | 2    |
| ヴィスワ・クラクフ     | 2005-06                | エクストラクラサ       | 17     | 0      | 2      | 0      | 1        | 0        | 20   | 0    |
| ヴィスワ・クラクフ     | 2006-07                | エクストラクラサ       | 23     | 2      | 1      | 1      | 8        | 0        | 32   | 3    |
| 通算                   | ヴィスワ・クラクフ     | ヴィスワ・クラクフ     | 51     | 3      | 7      | 2      | 9        | 0        | 67   | 5    |
| ボルシア・ドルトムント | 2007-08                | ブンデスリーガ         | 24     | 1      | 3      | 0      | –        | –        | 27   | 1    |
| ボルシア・ドルトムント | 2008-09                | ブンデスリーガ         | 27     | 3      | 0      | 0      | 2        | 0        | 29   | 3    |
| ボルシア・ドルトムント | 2009-10                | ブンデスリーガ         | 32     | 1      | 2      | 0      | –        | –        | 34   | 1    |
| ボルシア・ドルトムント | 2010-11                | ブンデスリーガ         | 29     | 3      | 1      | 0      | 7        | 0        | 37   | 3    |
| ボルシア・ドルトムント | 2011-12                | ブンデスリーガ         | 29     | 6      | 6      | 0      | 5        | 1        | 40   | 7    |
| ボルシア・ドルトムント | 2012-13                | ブンデスリーガ         | 27     | 11     | 4      | 2      | 10       | 1        | 41   | 14   |
| ボルシア・ドルトムント | 2013-14                | ブンデスリーガ         | 16     | 2      | 2      | 0      | 6        | 1        | 24   | 3    |
| ボルシア・ドルトムント | 2014-15                | ブンデスリーガ         | 13     | 0      | 4      | 0      | 3        | 0        | 20   | 0    |
| 通算                   | ボルシア・ドルトムント | ボルシア・ドルトムント | 197    | 27     | 22     | 2      | 33       | 3        | 252  | 32   |
| ACFフィオレンティーナ  | 2015-16                | セリエA                | 15     | 2      | 0      | 0      | 5        | 0        | 20   | 2    |
| VfLヴォルフスブルク    | 2016-17                | ブンデスリーガ         | 28     | 0      | 2      | 0      | –        | –        | 30   | 0    |
| VfLヴォルフスブルク    | 2017-18                | ブンデスリーガ         | 9      | 1      | 2      | 0      | –        | –        | 11   | 1    |
| 総通算                 | 総通算                 | 総通算                 | 324    | 43     | 33     | 4      | 47       | 3        | 404  | 50   |

## 代表歴

### 出場大会
- ポーランド代表
  - 2018 FIFAワールドカップ

### 試合数
- 国際Aマッチ 109試合 21得点（2006年-2023年）[37]

| ポーランド代表 | 国際Aマッチ | 国際Aマッチ |
| 年             | 出場        | 得点        |
| -------------- | ----------- | ----------- |
| 2006           | 6           | 0           |
| 2007           | 7           | 1           |
| 2008           | 6           | 1           |
| 2009           | 8           | 0           |
| 2010           | 9           | 2           |
| 2011           | 12          | 4           |
| 2012           | 10          | 4           |
| 2013           | 10          | 2           |
| 2014           | 0           | 0           |
| 2015           | 7           | 1           |
| 2016           | 14          | 3           |
| 2017           | 8           | 1           |
| 2018           | 8           | 2           |
| 2019           | 3           | 0           |
| 2020           | 0           | 0           |
| 2021           | 0           | 0           |
| 2022           | 0           | 0           |
| 2023           | 1           | 0           |
| 通算           | 109         | 21          |

### 得点
| #  | 日時           | 場所               | 相手           | スコア | 結果      | 大会                                    |
| -- | -------------- | ------------------ | -------------- | ------ | --------- | --------------------------------------- |
| 1  | 2007年8月22日  | モスクワ           | ロシア         | 2–2    | 2–2       | 親善試合                                |
| 2  | 2008年10月11日 | ホジュフ           | チェコ         | 2–0    | 2–1       | 2010 FIFAワールドカップ・ヨーロッパ予選 |
| 3  | 2010年3月3日   | ワルシャワ         | ブルガリア     | 1–0    | 2–0       | 親善試合                                |
| 4  | 2010年10月9日  | シカゴ             | アメリカ合衆国 | 2–2    | 2–2       | 親善試合                                |
| 5  | 2011年8月10日  | ルビン             | ジョージア     | 1–0    | 1–0       | 親善試合                                |
| 6  | 2011年9月6日   | グダニスク         | ドイツ         | 2–1    | 2–2       | 親善試合                                |
| 7  | 2011年10月7日  | ソウル             | 韓国           | 2–2    | 2–2       | 親善試合                                |
| 8  | 2011年10月11日 | ヴィースバーデン   | ベラルーシ     | 1–0    | 2–0       | 親善試合                                |
| 9  | 2012年6月2日   | ワルシャワ         | アンドラ       | 3–0    | 4–0       | 親善試合                                |
| 10 | 2012年6月12日  | ワルシャワ         | ロシア         | 1–1    | 1–1       | UEFA EURO 2012                          |
| 11 | 2012年9月7日   | ワルシャワ         | モンテネグロ   | 0–1    | 2–2       | 2014 FIFAワールドカップ・ヨーロッパ予選 |
| 12 | 2012年9月11日  | ヴロツワフ         | モルドバ       | 1–0    | 2–0       | 2014 FIFAワールドカップ・ヨーロッパ予選 |
| 13 | 2013年6月7日   | キシナウ           | モルドバ       | 0–1    | 1–1       | 2014 FIFAワールドカップ・ヨーロッパ予選 |
| 14 | 2013年9月10日  | セラヴァッレ       | サンマリノ     | 1–2    | 1–5       | 2014 FIFAワールドカップ・ヨーロッパ予選 |
| 15 | 2015年9月7日   | ワルシャワ         | ジブラルタル   | 6–0    | 8–1       | UEFA EURO 2016予選                      |
| 16 | 2016年3月23日  | ポズナン           | セルビア       | 1–0    | 1–0       | 親善試合                                |
| 17 | 2016年6月21日  | マルセイユ         | ウクライナ     | 0–1    | 0–1       | UEFA EURO 2016                          |
| 18 | 2016年6月25日  | サン＝テティエンヌ | スイス         | 0–1    | 1–1 PK4-5 | UEFA EURO 2016                          |
| 19 | 2017年10月5日  | エレバン           | アルメニア     | 1–4    | 1–6       | 2018 FIFAワールドカップ・ヨーロッパ予選 |
| 20 | 2018年6月12日  | ワルシャワ         | リトアニア     | 4-0    | 4–0       | 親善試合                                |
| 21 | 2018年10月11日 | ホジュフ           | ポルトガル     | 2-3    | 2–3       | UEFAネーションズリーグ2018-19・リーグA  |

## タイトル

### クラブ
ヴィスワ・クラクフ
- エクストラクラサ：1回 (2004-05)

ボルシア・ドルトムント
- ブンデスリーガ：2回 (2010-11, 2011-12)
- DFBポカール：1回 (2011-12)
- DFLスーパーカップ：2回 (2013, 2014)

### 個人
- エクストラクラサ年間最優秀MF：1回 (2006)
- エクストラクラサベストイレブン：1回 (2006-07)
- Piłka Nożna選定年間最優秀選手賞（英語版）：2回 (2008, 2010)
- ポーランドサッカー協会選定年間最優秀選手賞：1回 (2010)
- Sport誌読者選定最優秀サッカー選手賞：2回 (2008[39], 2010[40])